# 東根市立東郷小学校
東根市立東郷小学校（ひがしねしりつ とうごうしょうがっこう）は山形県東根市にある公立小学校。

## 概要
東郷小学校は,白水川の上流域に沿う入地区，猪野沢川に沿う猪野沢地区，沼沢川流域に沿う沼沢地区の3つの沢が合流する地点に位置し，果樹や稲作栽培の盛んな豊かな農村地帯にある。

## 沿革
- 1875年（明治8年）6月5日 - 東根学校野川分校が創立
- 1876年（明治9年）9月4日 - 東根学校野川分校が野川学校に改称
- 1887年（明治20年）4月 - 野川学校が野川尋常小学校に改称
- 1894年（明治27年）10月30日 - 野川尋常小学校の校舎新築落成
- 1901年（明治34年）5月 - 野川尋常小学校が東郷尋常高等小学校に改称
- 1941年（昭和16年）4月1日 - 東郷尋常高等小学校が東郷村国民学校に改称
- 1947年（昭和22年）4月1日 - 東郷村立東郷小学校に改称
- 1958年（昭和33年）11月 - 東根市立東郷小学校に改称
- 1978年（昭和53年）3月 - 校舎改築。沼沢分校、入分校、猪野沢分校がそれぞれ閉校。
- 1979年（昭和54年）1月 - 体育館完成
- 1987年（昭和62年）12月 - 校舎増築。

## 学区
- 入第一、入第二、上野台、上川原、後沢、下川原、本郷、和合向、西戸第一、西戸第二、下野川、中野川、上野川、太田新田、東若木、川向、八幡町、向原、蛇木、出戸、川原、七森、土木原、平、越倉、行沢、楯畑、木戸口、岩崎[3]

## 卒業後
- 第三中学校へ進学する[3]。